# محمد سمير (منتج)
محمد سمير هو منتج سينمائي ومركب أفلام مصري من مواليد 30 نوفمبر 1981. أسس شركة داي دريم وعمره لم يتجاوز 26، ولقب بأصغر منتج سينمائي في مصر. كان قد تخرج من المعهد العالي للسينما في 2002 متخصصا في المونتاج، وله فيه عدة أعمال، مثل غرفة 707 والفيلم التسجيلي جيران. أنتج عددا من الأفلام أيضا عبر شركته منها حق ميت وفتاة المصنع. يدرّس محمد حاليا تركيب الأفلام في جمعية النهضة العلمية والثقافية بالقاهرة

## مسيرته
عمل محمد بعد تخرجه في مجال دراسته الأصلي كمساعد ممنتج ثم ممنتج حتى أسس شركته الخاصة للمنتجة. اعتبر تجربته في توليف الأفلام مدخلا جيدا لفهم صناعة السينما عن كثب والمضي بعد ذلك نحو الإنتاج، كما يتضح من تحول ذات الشركة من نشاط التوليف إلى الإنتاج. ذاع صيته بعد إنتاج فتاة المصنع بالتعاون مع محمد خان المنقطع لسبعة سنوات حينها عن الشاشة الفضية.